# 金瓶梅 (2008年电影)
《金瓶梅》（英語：The Forbidden Legend Sex & Chopsticks），2008年於香港上映的三級片，此電影改編自蘭陵笑笑生的《金瓶梅》，由錢文锜導演，並由若菜光、早川瀨里奈、上原卡艾拉、森川結斐、梁敏儀、徐少強及林偉健領銜主演。

## 演出
| 演員       | 角色   | 備註                                                     |
| 林偉健     | 西門慶 | 西門達的兒子                                             |
| 徐少強     | 西門達 | 西門慶的父親                                             |
| 松坂南     |        | 西門慶的母親                                             |
| 若菜光     | 明月   | 原本是尼姑，後來對西門慶一見鍾情，成為西門慶的第一任妻子 |
| 上原卡艾拉 | 紫嫣   | 西門達請來交西門慶有關男女之間的老師                     |
| 早川瀨里奈 | 潘金蓮 | 西門慶的第二任妻子                                       |
| 松坂南     | 雁夫人 |                                                          |

## 劇情
北宋，西門慶的父親是一名精通房中術、御女功的醫生，孩提時，西門慶親眼看到父親房間裡的春宮畫，驚訝不已，而母親去世之前，父親用銀針封殺其穴位，和她最后一次性交才死，更是令西門慶幼小的心靈產生巨大的震撼。父親要把西門慶培養成一名精通性學的高手，請來一名性愛女高手紫煙，讓其陪伴了西門慶多日，教授給他房中術和御女功，在西門慶學成之后，他打算外出游學。因為路上天降大雨，西門慶淋雨生病，被尼姑庵的尼姑救了一命，尼姑們從小就生活在沒有男性的圈子裡，不知道男性性器官，一日，明月照料西門慶的時候，摸到了西門慶的陽具，激動不已，西門慶看懂她的心思之后，誘使她破戒，變成了自己的妻子，並且娶回了家。不久之后，西門慶的父親逝世，他繼承了父親的萬貫家財，明月並不能滿足他的性欲，他決心外出獵艷，看中了武大郎的妻子潘金蓮，便出計謀將其弄到手。

## 分級制度
依香港電影分級制度本片被列為三級，18歲以下人士不能收看。在台灣上映時，被列為限制級。韓國的映像物等級委員會將這部電影列為18+。新加坡及馬來西亞同時將此電影禁止於該兩國放映 (但新加坡及馬來西亞以串流形式列R21及18分級)。

## 電影花絮
導演錢文琦以拍三級片聞名，曾執導《玉蒲团之玉女心经》、《蜜桃成熟時1997》、《南洋十大邪术》及《蜜桃成熟時33D》。在選角方面，這部電影聘用數位日本AV女優擔任主要角色，並在宣傳時期號稱該影片為“香港二十年來最勁爆情慾片”。該片引來了關於香港三級片沒落與否的爭論，香港電影金像獎主席文雋坦言於香港娛樂圈願意裸露演出的女藝人已寥寥無幾，連日本女優也因為拍攝電影過於耗時而極少數願意接拍。

## 票房成績
該電影在未上映並不被廣泛看好，卻在香港及台灣上映後意外得到觀眾的熱烈反應而取得不俗的票房成績。根據報道，電影香港上映時觀眾抱著獵奇心態入場而人數可觀，之後觀眾也給予此片正面評價。在香港票房方面，新寶院線20家戲院連續上映四天后，單日票房近港幣30萬，累計票房總共港幣124萬，一躍成為香港電影票房榜的亞軍，最後總票房逾港幣300萬。電影在台灣放映時兩週累積票房已達人民幣150萬，並以三倍的票房意外擊敗同期上映由周迅主演的《女人不坏》而讓中國大陆媒體驚訝不已。

## 外部連結
- MSN娛樂上《金瓶梅》的資料（繁體中文）

- 開眼電影網上《金瓶梅》的資料（繁體中文）
- 豆瓣电影上《金瓶梅》的資料 （简体中文）
- 时光网上《金瓶梅》的資料（简体中文）
- 爛番茄上《金瓶梅》的資料（英文）
- 香港影庫上《金瓶梅》的資料（繁體中文）
- 互联网电影数据库（IMDb）上《金瓶梅》的资料（英文）